# Livingston Designer Outlet
Het Livingston Designer Outlet van McArthur Glen is het grootste Designer Outlet Center van Schotland. Het Outlet is geopend in oktober 2000 en te bereiken vanaf afrit 3 van de M8 tussen Edinburgh en Glasgow. Het glazen dak dat doet denken aan die van het Crystal Palace en is ontworpen door architect Don Hisaka.
Er wonen circa 4 miljoen mensen binnen een afstand van 90 minuten rijden van het Livingston Designer Outlet. Het centrum, dat 2000 parkeerplaatsen heeft, trekt jaarlijks 5,8 miljoen bezoekers.
Enkele merken die worden verkocht in de 100 winkels zijn Armani Collections, Calvin Klein, Next Clearance, Burberry, Ted Baker, Gap Outlet, Marks & Spencer, Mexx en Revlon.